# Pośniadkowate
Pośniadkowate (Xylomyidae) – rodzina muchówek z podrzędu krótkoczułkich i nadrodziny Striatomyoidea. Obejmuje ponad 130 opisanych gatunków. Larwy występują pod korą martwych drzew.

## Opis

### Owady dorosłe

Schemat użyłkowania skrzydła pośniadkowatych

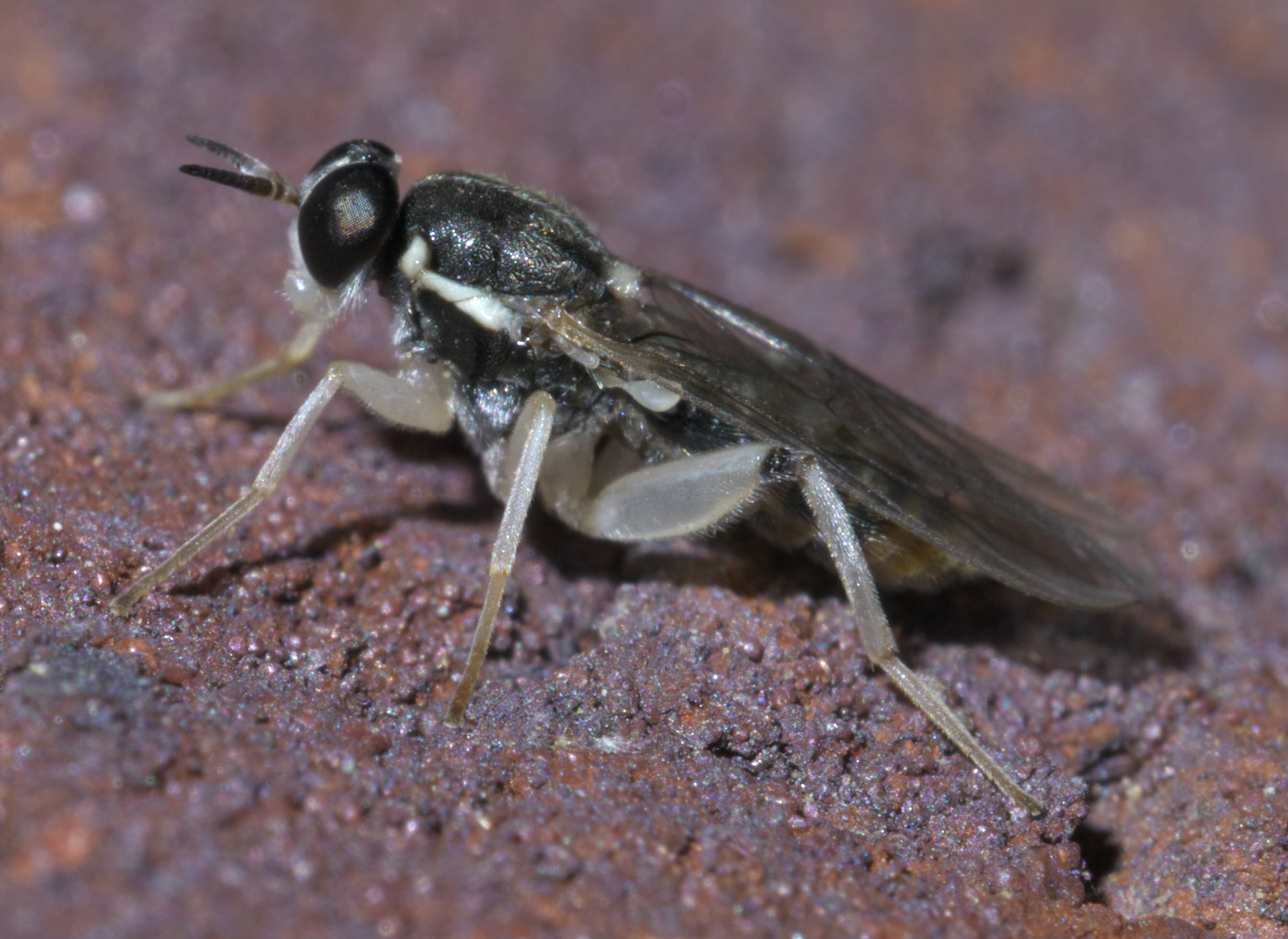
Solva pallipes

Muchówki o ciele długości od 4 do 14 mm i różnorodnym ubarwieniu. Niektóre gatunki przypominają pokrojem ciała gąsienicznikowate. Głowa o nagich oczach rozmieszczonych dychoptycznie u obu płci, nadustek ma płaski do stożkowato wydłużonego, głaszczki dwuczłonowe i ku górze odgięte, a aparat gębowy krótki i z mięsistym labellum. Czułki składają się zwykle z krótkich nóżek i trzonka oraz rozmaicie wykształconego, 7–8-członowego biczyka.
Tułów o nagich: przodzie śródtułowia i śródtarczki, hyposcutellum, zatarczce i zwykle pteropleuronie, a przedpiersiu zlanym z propleurami w mostek zabiodorwy. Tułów zaopatrzony jest w tarczkę o zaokrąglonym wierzchołku. Umiarkowanej długości skrzydła mogą być od przezroczystych do lekko przydymionych, ale nigdy nie mają wzoru barwnego. Ich użyłkowanie charakteryzuje się rozwidloną żyłką radialną r4+5, żyłką r5 zakończoną w okolicy wierzchołka skrzydła, zamkniętą przed krawędzią skrzydła komórką medialną M3 i wydłużoną, zamkniętą przed brzegiem skrzydła komórką kubitalną Cu2. Na środkowych goleniach występują po dwie, na tylnych po jednej lub dwóch ostrogach. Przednie golenie nie mają ich wcale.
Odwłok jest mniej więcej tak szeroki jak tułów, składa się z 7 widocznych segmentów, a pierwszy jego tergit jest najczęściej w dużej części błoniasty. Samice mają dwie spermateki.

### Stadia rozwojowe
Larwy mają ciało spłaszczone grzbietobrzusznie, o oskórku stwardniałym, wskutek wysycenia węglanem wapnia. Głowa ma trójczłonowe czułki, dobrze rozwinięte oczy, a na przedzie silnie zesklerotyzowany ryjek. Od larw lwinkowatych wyróżniają się m.in. płytką tentorialną niezrośniętą ze szkieletem gardzieli.
Poczwarki pozostają otoczone ostatnią wylinką larwalną, która nie tworzy jednak bobówki.

## Biologia i ekologia
Postacie dorosłe bywają łowione do pułapek Malaise’a. Larwy występują pod korą martwych drzew.

## Systematyka i występowanie
Rodzina ta została wprowadzona przez George'a Henry'ego Verralla w 1901 roku. Stanowi grupę siostrzaną dla lwinkowatych. Do 2011 roku opisano 138 gatunków współczesnych, zgrupowanych w ponad 4 rodzajach. Ponadto znane są 3 rodzaje wymarłe, znalezione w pochodzących z barremu i cenomanu bursztynach.
Należą tu rodzaje:
- †Archosolva Grimaldi, 2016
- Arthropeina Linder, 1949
- †Cretasolva Grimaldi, 2016
- †Cretoxyla Grimaldi et Cumming, 2011
- Coenomyiodes Brunetti, 1920
- Solva Walker, 1859
- Xylomya Rondani, 1861

W Polsce stwierdzono 2 gatunki (zobacz: pośniadkowate Polski).